# 紀天錫
纪天锡，字齐卿，泰安（今山东省泰安市）人，金朝医学家。
纪天锡早年放弃进士的学业，开始学医，对医术非常精通，于是就凭借医术著称于世。他集注了《难经》五卷，大定十五年（1175年）向金世宗进献其书，金国朝廷任命他为医学博士。